# 마르코 로하스
마르코 로드리고 로하스(영어: Marco Rodrigo Rojas, 1991년 11월 15일 ~ )는 뉴질랜드 국적의 칠레계 축구 선수로 현재 호주 A리그의 브리즈번 로어에서 미드필더로 활약하고 있다.

## 축구인 경력

### 클럽 경력
베르더 브레멘과 하노버 96, 묀헨글라트바흐에서 받은 입단 테스트에서 떨어진 후 A리그 멘 웰링턴 피닉스에 입단 테스트를 거쳐 입단하였다. 2009년 9월 13일 17세의 나이로 멜버른 빅토리를 상대로 데뷔전을 치렀다. 2011년 2월 22일 웰링턴 피닉스 구단 올해의 유망주에 선정되었다.
2011년 3월 11일 멜버른 빅토리로 이적하였다. 2012-13 시즌 종료 후 오스트레일리아 내 리그에서 가장 좋은 활약을 펼친 선수에게 수여하는 조니 워렌상을 수상하였고 A리그 멘 올해의 유망주상까지 석권하였다.
2013년 4월 18일 멜버른은 로하스가 유럽으로의 이적을 위해 팀을 떠났다고 발표하였다. 그 후에 독일 분데스리가의 VfB 슈투트가르트로 이적하였다.
2014년 8월 21일 독일 분데스리가의 VfB 슈투트가르트에서 SpVgg 그로이터 퓌르트로 임대되었다. 2015년 1월 3일 FC 툰으로 2014-2015년 시즌 다시 재임대되었다.
2016년 8월 슈투트가르트와의 계약을 해지하고 팀을 떠났다.

### 국가대표 경력
2011년 3월 25일 중국과의 경기에서 A매치 데뷔전을 치렀다. 같은 해 2011년 U-20 월드컵에 출전하였다.
2012년 런던 올림픽에 출전하였다.